# Imawa no Kuni no Alice
Imawa no Kuni no Alice (今際の国のアリス Imawa no Kuni no Arisu, "Alice của quốc gia suy tàn") là một manga shonen thể loại sống sót, kinh dị của tác giả Aso Haro.

## Cốt truyện
Arisu Ryōhei (Arisu đồng thời là cách đọc của từ Alice trong tiếng Nhật) là một chàng trai 18 tuổi vừa hoàn thành bài thi tốt nghiệp của mình. Một cậu thanh niên không có gì đáng để tự hào, lại sống cùng cậu em trai hoàn hảo và người cha hà khắc khiến cậu cảm thấy rất bất mãn với cuộc sống. Tối đó, cậu đi chơi cùng hai người bạn duy nhất và cũng là thân thiết nhất: Segawa Chōta - cậu bạn cùng lớp ngớ ngẩn, hám gái nhưng lại rất tốt bụng, và Karube Daikichi - bằng tuổi nhưng lại trưởng thành sớm hơn nhiều vì phải sớm thôi học để tự kiếm sống. Khi cả ba cùng bộc lộ ham muốn được đi đến một vùng đất xa lạ, họ nhìn thấy một màn pháo hoa rực rỡ, rồi bị kéo vào thế giới chết chóc - Quốc gia suy tàn (今際の国 Imawa no Kuni).
Quốc gia suy tàn mang dáng vẻ của Tokyo bị bỏ hoang từ khoảng 1 - 2 năm trước, và như một lẽ đương nhiên, hầu hết sự tiện nghi như điện nước đều không có.
Ban đầu, Arisu và Chōta và rất vui vẻ, thậm chí cảm thấy vui mừng vì ước muốn của mình đã trở thành hiện thực, nhưng sau một thời gian, họ mới nhận ra rằng mọi thứ hoàn toàn khác với tưởng tượng. Trong thế giới này, con người sống dựa vào "visa" quyết định thời gian được sống tại đây. Trong Quốc gia suy tàn, mỗi tối, các "trò chơi" sẽ xuất hiện ngẫu nhiên tại những công trình công cộng: bệnh viện, đền thờ, trường học,... Con người sẽ tham gia những "trò chơi" ấy. Nếu thua , đồng nghĩa với cái chết. Nếu thắng, con người sẽ được cấp thêm "visa" gia hạn số ngày được sống tại Quốc gia suy tàn. Trong trường hợp "visa" hết hạn, con người sẽ bị trục xuất khỏi đây bằng một tia laser từ trên trời bắn thẳng xuống đầu và chết ngay lập tức. Liệu có cách nào để rời khỏi thế giới chết chóc này, quay về thế giới thật? Trong lúc đi tìm câu trả lời cho câu hỏi đó, Arisu hiểu rằng cậu sẽ phải tự sử dụng trí thông minh của mình để có thể giữ được mạng sống trong những ngày bị giam giữ tại Quốc gia suy tàn

## Nhân vật
Arisu Ryōhei (有栖 良平)
Lồng tiếng bởi: Hosoya Yoshimasa
Usagi Yuzuha (宇佐木 柚葉)
Lồng tiếng bởi: Kotobuki Minako
Karibe Daikichi (苅部 大吉)
Lồng tiếng bởi: Suzuki Tatsuhisa
Segawa Chōta (勢川 張太)
Lồng tiếng bởi: Yonaga Tsubasa
Shibuki Saori (紫吹 小織)
Lồng tiếng bởi: Sakamoto Maaya
Chishiya Shuntarō (苣屋 駿太郎)
Kuina Hikari (水鶏 光)